# Добра вода
Добра вода (на македонска литературна норма: Добра Вода) е висока младонагъната планина в Северна Македония, която се издига между долината на Мала река от изток и Кичевската котловина от запад. На север започва от Дупен камен (1857 m), който я отделя от Сува гора, а на юг се простира до долината на реката Треска. Централното ѝ било се простира в посока северозапад – югоизток. Дели се на два дяла: северен, познат и под името Челоица (книжовно Человица), с най-висок връх Добра вода (2062 m) и южен, познат и като Песяк, с върховете Кула (1917 m) и Конярник (1874 m). Планината заема повърхност от 396 км². Неотектонските движения са ясно изразени, така че от всички страни тя е ограничена от разседи. Планинското било се простира на дължина от 25 km. Най-високата част е покрита с пасища, а планинските склонове – с дъбови и букови гори.
В планината има хижа (планинарски дом) наречена „Железна река“.